# Senegalia nigrescens
Senegalia nigrescens là một loài thực vật có hoa trong họ Đậu. Loài này được (Oliv.) P.J.H. Hurter mô tả khoa học đầu tiên năm 2008.